# Ocnogyna loewii
Ocnogyna loewii is een vlinder uit de familie van de spinneruilen (Erebidae), onderfamilie beervlinders (Arctiinae). De wetenschappelijke naam van de 
soort is voor het eerst geldig gepubliceerd in 1846 door Zeller.
Deze nachtvlinder komt voor in Europa.